# ألان ولز
ألان ولز (2 أكتوبر 1961 في المملكة المتحدة - ) (بالإنجليزية: Alan Wells)‏ هو لاعب كريكت بريطاني. شارك مع منتخب إنجلترا للكريكت. أما مع النوادي، فقد لعب مع Kent County Cricket Club ‏ ونادي مقاطعة ساسكس للكركيت ‏ وBorder (cricket team) ‏.

## وصلات خارجية
- ألان ولز على موقع إي آس بي آن كريك إنفو (الإنجليزية)